# دوسيت ثاني القاهرة
دوسيت ثاني ليك‑فيو القاهرة (بالإنجليزية: Dusit Thani LakeView Cairo) هو فندق فاخر تابع لسلسلة دوسيت إنترناشيونال التايلاندية، ويُعد أول فندق لها في مصر وأفريقيا يقع في منطقة التجمع الخامس بـالقاهرة الجديدة"، بالقرب من شارع التسعينويمتد على مساحة حوالي 95,000 م² 

## التاريخ
تم توقيع عقد التطوير مع شركة United Company for Tourism & Real Estate Development في سبتمبر 2007، لتطوير مشروع متعدد المرافق يشمل فندقًا، وإقامات مخدومة، ومنتجعًا صحيًا
دُشّنت المرحلة الأولى من الفندق والتي تضمنت 203 غرفة وجناح، بالإضافة إلى صالة كلوب ومطعم، في يونيو 2008، تلاها افتتاح ثاني يشمل 106 شقق مخدومة وصالة اجتماعات وقاعة أفراح في ديسمبر من نفس العام و تم الافتتاح الرسمي للفندق كاملاً في يناير 2010، بحضور مرافق إضافية منها منتجع صحي ، وسبا، ونادي رياضي، ومرافق ترفيهية .

## التصميم
المبنى منخفض الارتفاع مستوحى من التصميم التايلاندي، محاط ببحيرات صناعية وحدائق ونوافير .
يضم الفندق 203 غرف بسرير واحد أو سريرين، بمساحة تبدأ من 52 م² لكل غرفة، مع شرفات وإطلالات على المساحات الخضراء أو البحيرات الداخلية .
وتمت مراحل توسع لاحقة تضمنت 237 غرفة إضافية ووسبا ، ومطعم تايلاندي، وبار ومنتجع.

## أنظر أيضا
- دوسيت ثاني دبي